# Battaglia di Dunkeld
La battaglia di Dunkeld fu combattuta fra i clan di giacobiti che sostenevano il re Giacomo VII di Scozia e un reggimento dell'esercito di Guglielmo d'Orange, nelle vie intorno alla cattedrale di Dunkeld, in Scozia, il 21 agosto 1689 e fa parte della prima Insurrezione Giacobita.
A seguito della morte del visconte di Dundee nella vittoria dei giacobiti nella battaglia di Killiecrankie, gli highlander furono condotti sul campo di battaglia dal colonnello Alexander Cannon. Con il consiglio privato scozzese che si preparava per lasciare la Scozia, il reggimento recentemente formato dai Cameroniani, 1200 uomini, sotto gli ordini del tenente colonnello William Cleland, si mosse a nord da Perth per ingaggiare la "prima linea" giacobita.
Dunkeld non era protetta da mura cittadine, così Cleland ordinò alle sue truppe di prendere posizione nella cattedrale, che era circondata da un muro di cinta e vicino al palazzo del conte di Atholl. I giacobiti presero invece  posizione nelle case vicine e seguirono quattro ore di spari da entrambe le parti. Appena le munizioni cominciarono ad esaurirsi, si dice che i cameroniani abbiano fatto cadere il tetto del palazzo per continuare a fare fuoco. I fori che datano da questa battaglia, causati dai colpi dei moschetti, sono ancora visibili nel muro orientale della cattedrale di Dunkeld.
Il colonnello, William Cleland del reggimento dei cameroniani fu ucciso durante la prima ora della battaglia e la maggior parte del reggimento rimase ferita. Il comando passò al capitano George Munro di Auchinbowie che li condusse alla vittoria. La battaglia volse alla fine quando un gruppo di cameroniani, comandati da Munro, caricò le difese giacobite. Un feroce combattimento infuriò fino alle undici di notte, quando l'esercito dei highlander fuggì nelle colline, lasciando 300 morti e dicendo che "potevano combattere contro gli uomini, ma non avrebbero potuto continuare a combattere contro quei diavoli". I giacobiti in rotta persero circa 300 uomini. Le perdite inglesi sono molto incerte, tranne per Cleland, che è sepolto nella cattedrale.